# Estadio Pau Negre
Estadio Pau Negre (officieel: Complejo Deportivo Municipal Pau Negre - Parque del Migdia) is een hockeystadion in Barcelona. Het stadion is de thuisbasis van de veldhockeyafdeling van Fútbol Club Barcelona. 
In 2003 werd het Europees kampioenschap hockey voor mannen gehouden in het stadion. Ook de Euro Hockey League werd hier verschillende keren georganiseerd, waaronder de halve finales van het seizoen 2015/2016.